# Adetus binotatus
Adetus binotatus är en skalbaggsart som först beskrevs av Thomson 1868. Adetus binotatus ingår i släktet Adetus och familjen långhorningar.
Artens utbredningsområde är:
- Belize.
- Costa Rica.
- Honduras.
- Nicaragua.
- Panama.

Inga underarter finns listade i Catalogue of Life.